# Lambros Choutos
Lambros Choutos (grekiska: Λάμπρος Χούτος), ibland stavat Lampros, född 7 december 1979 i Aten, är en grekisk före detta fotbollsspelare, anfallare.

## Klubbkarriär
Choutos hade ett bra år i Olympiakos med 10 mål på 22 matcher. När han värvades till Inter 2004 beskrevs den evigt skadebenägne och då avstängde spelaren av en Olympiakos-supporter som en "barnslig fjant" som inte kan träffa målet om han så stod i det. Choutos var utlånad till Atalanta, Mallorca och Reggina och totalfloppade i samtliga klubbar. Debuten i Inter skedde 9 november 2006 som inhoppare för Mariano González i 78:e minuten, över två år efter att han kommit till klubben. I slutet av säsongen 2006/2007 lämnade Choutos till slut Inter.
Choutos återvände till Grekland sommaren 2007 när han skrev på för Panionios. Det dröjde dock tills januari 2008 innan han gjorde sin första match för klubben. Under andra halvan av säsongen gjorde han 12 mål, vilket hjälpte Panionios upp till en 6:e plats i ligan.
Säsongen efter startade Choutos på bästa sätt genom två mål mot OFK Beograd i Intertotocupen som Panionios vann med totalt 3-2. Dock så blossade ett bråk upp mellan Choutos och den assisterande tränaren och Choutos tvingades lämna klubben.
2 februari 2009 skrev Choutos på ett 6-månaders kontrakt med PAOK, som han lämnade efter 8 mållösa matcher. 25 augusti återvände han än en gång till Italien för spel i AS Pescina Valle del Giovenco då han skrev på ett 2-årskontrakt. Kontraktet bröts i juli 2010 då klubben uteslöts från ligasystemet på grund av dålig ekonomi. 

## Internationellt
Trots Choutos fina facit från U21-landslaget så slog han sig aldrig in i A-landslaget, utan gjorde bara 10 landskamper mellan 1999 och 2003.

## Meriter
Olympiakos
- Grekiska Superligan: 2000, 2001, 2002, 2003

Inter
- Serie A: 2007
- Coppa Italia: 2005